# Доусън (окръг, Монтана)
Вижте пояснителната страница за други значения на Доусън.
Окръг Доусън (на английски: Dawson County) е окръг в щата Монтана, Съединени американски щати. Площта му е 6172 km², а населението - 8950 души (2017). Административен център е град Глендайв.